# إدوارد هامبرو
إدوارد اسحق هامبرو (22 أغسطس 1911) وتوفي في (1 فبراير 1977) في النرويج هو قانوني وباحث ودبلوماسي وسياسي لحزب المحافظين. كان هو الخامس والعشرون رئيس الجمعية العامة للأمم المتحدة (1970-1971).

## حياته
ولد هامبرو في كريستيانيا كإبن للسياسي سي جيه هامبرو (1885-1964) وزوجته جودرون جريج (1881-1943). على الجانب الأبوي كان حفيد إدوارد إيساك هامبرو ونيكو هامبرو (née Harbitz). كما كان ابن شقيق إليز هامبرو، شقيق كاتو وكارل يواكيم ويوهان هامبرو، ومن عام 1946 إلى ربيب غايدا كريستنسن. في عام 1940 تزوجت إليزابيث رافيرا، ابنة الفنان الفرنسي جاك رافيرا وزوجته الإنجليزية، الفنان جوين داروين، حفيدة تشارلز داروين. كان لديهم الأطفال التالية آن (ولد في 1941) ، كارل يواكيم (ولد في 1944) ، كريستيان (من مواليد 1946) وليندا هامبرو (من مواليد 1948). توفي اليزابيث في عام 2014.

## روابط خارجية
- إدوارد هامبرو على موقع مونزينجر (الألمانية)